# Ancora
Ancora är operapopgruppen Il Divos tredje album. Ancora är inspelat i Sverige och i England. Producenter till albumet var bland andra Per Magnusson, David Kreuger och Steve Mac. Albumet släpptes den 9 november 2005.

## Låtförteckning
1. "All by Myself (Solo Otra Vez)" – 3.58
2. "Isabel" – 4.15
3. "I Believe in You (Je crois en toi)" (med Celine Dion) – 4.00
4. "Unchained Melody (Senza Catené)" – 3.50
5. "Si Tú Me Amas" – 4.09
6. "Hasta Mi Final" – 3.37
7. "Heroe" – 4.16
8. "En Aranjuez con Tu Amor" – 3.54
9. "Esisti Dentro Me" – 3.52
10. "Pour que tu m'aimes encore" – 3.56
11. "O Holy Night" – 3.59
12. "Regresa A Mi" – 4.45
13. "A Mi Manera" – 4.28
14. "Mama" – 3.19
15. "Hoy Tengo Ganas de Ti" – 4.38
16. "Nella Fantasia" – 4.28